# Panamint City
Panamint City est l'une des villes-fantômes de Californie, fondée en janvier 1873 lors de la conquête de l'Ouest, pour l'extraction minière d'or et d'argent, en bordure du parc national de la vallée de la Mort
En quelques mois, elle fait l'objet d'un formidable boom spéculatif, les mineurs et investisseurs de tout le pays espérant rééditer une découverte d'or et d'argent aussi importante que celle du Comstock Lode de Virginia City.

## Histoire
Situé dans le comté d'Inyo, tout près de la Vallée de la Mort, Panamint City est le lieu d'un gisement d'argent découvert en janvier 1873 par trois bandits de grands chemin, William L. Kennedy, Robert L. Stewart, et Richard C. Jacobs, qui utilisaient le Surprise Canyon des Indiens shoshone pour se cacher.
Dès le mois de juin 1873, près de 80 personnes exploitent le filon d'argent, jugé très riche. C'est l'année où les sénateurs John P. Jones et William M. Stewart, baptisés les « sénateurs argentés », créent la Panamint Mining Company, au capital de 2 millions de dollars, dont le tiers sera investi. Ils soutiennent le projet d'une ligne de chemin de fer, la Los Angeles and Independence Railroad, qui doit relier la ville à Los Angeles. Ils investissent 125 000 dollars dans la ligne et remboursent à la Wells Fargo ce qu'avait volé l'un des trois hors-la-loi découvreurs du gisement d'argent, pour éviter les ennuis.
En mars 1874, la ville n'a toujours que 125 habitants. Mais le 28 novembre, elle a son journal, le Panamint News. Deux jours après, une autre Panamint Silver Mining Company est enregistrée, dans l'Idaho, avec un capital de 5 million de dollars. Le jour suivant, c'est la Maryland of Panamint, au capital de 3 millions dollars. En décembre, on compte neuf entreprises au capital cumulé de 42 millions de dollars. L'un d'elles, la Surprise Valley Mill and Mining Company réalise son premier bénéfice mensuel au cours de l'hiver.
En janvier 1875, la ville atteint sa population maximale avec 2 000 habitants, une vingtaine de saloons et environ 200 maisons, en bois en pierres, le long d'une rue. Parmi elles, une épicerie ouverte par George Zobelein, futur fondateur de la Los Angeles Brewing Company, qui a acheté un lot minier pour 400 dollars.
Le 26 juin 1875, le Surprise Valley Mill and Water Company est le premier à ouvrir et opérer à Panamint City, mais le 26 juillet 1875 son fondateur Daniel P. Bell se suicide à Salt Lake City (Utah), car il a le cancer. En août 1875, c'est la faillite de la Bank of California de William Sharon. Le journal Panamint News ferme le 21 octobre et son propriétaire Thomas Harris part pour la ville de Darwin. John P. Jones, qui sera le dernier à quitter la ville après un nouveau krach boursier, se bat entre-temps pour la création de la ligne de chemin de fer Los Angeles and Independence Railroad, qui a obtenu le droit de traverser le Cajon Pass. Mais l'un de ses financiers, William Workman, fondateur de la Banque Workman et Temple se suicide. Le début de la ligne est racheté par des concurrents, le reste ne sera jamais construit.

## Situation actuelle
Dès le 8 juillet 1876, un orage dévaste tout le canyon. Un second, en 1901, emporte la ville et met fin à son existence. Un bureau de poste y restera ouvert dans les années 1880. La cheminée de briques de l'ex-haut fourneau est la partie la plus proéminente des ruines, isolées de tout. La route y menant a été fermée en 2001 à la demande d'association de protection de la nature.

## Autres villes fantômes de Californie
- Swansea (Californie)
- Keeler (Californie)
- Palisade (Californie)